# Шедді
Шедді (Дельта Козорога, δ Козорога, δ Capricorni, δ Cap) — хімічно пекулярна зоря в сузір'ї Козорога спектрального класу A5, що має видиму зоряну величину в смузі V приблизно 2,9. Вона  розташована на відстані близько 38,6 світлових років від Сонця.

## Фізичні характеристики
Зоря HD207098 досить швидко обертається навколо своєї осі. Проєкція її екваторіальної швидкості на промінь зору становить Vsin(i) = 105 км/сек. Телескоп Гіппаркос зареєстрував фотометричну змінність даної зорі з періодом 1,02 доби в межах від Hmin = 3,02 до Hmax = 2,91.

## Магнітне поле
Спектр Дельти Козорога вказує на наявність магнітного поля у її зоряній атмосфері. Напруженість повздовжної компоненти поля, оціненої з аналізу, становить 82,1 ± 79,4 Гаус.